# Arciso Artesiani
Arciso Artesiani (* 22. Januar 1922 in Marzabotto; † 16. März 2005) war ein italienischer Motorradrenn- und Automobilfahrer.

## Karriere
Arciso Artesiani startete zwischen 1949 und 1951 in der 500-cm³-Klasse der Motorrad-Weltmeisterschaft. Sein Debüt gab er auf Gilera mit Rang zwei hinter Leslie Graham beim Großen Preis der Schweiz 1949. Auch in den drei weiteren Saisonläufen, bei denen er antrat, fuhr der Italiener auf das Siegerpodest, was ihm in der Gesamtwertung den dritten Rang hinter Graham und seinem Landsmann Nello Pagani einbrachte.
1950 und 1951 ging Artesiani bei insgesamt drei Halbliter-Grand-Prix für MV Agusta an den Start und fuhr dabei zwei dritte Plätze ein. Außerdem gewann er 1951 auf MV Agusta 500 Quattro R19 die 500-cm-Klasse des prestigeträchtigen Straßenrennens Milano–Taranto.
Mit seinem Bruder Medardo gründete Arciso Artesiani 1949 einen Motorradhandel, der noch heute existiert. Artesiani starb am 16. März 2005 an einem Herzinfarkt.

## Statistik

### Erfolge
- 1949 – 500-cm³-WM-Dritter auf Gilera

### In der Motorrad-Weltmeisterschaft
| Saison | Klasse  | Ergebnis | Maschine  | Podien |
| ------ | ------- | -------- | --------- | ------ |
| 1949   | 500 cm³ | 3.       | Gilera    | 4      |
| 1950   | 500 cm³ | 8.       | MV Agusta | 1      |
| 1951   | 500 cm³ | 13.      | MV Agusta | 1      |

### Einzelergebnisse in der Sportwagen-Weltmeisterschaft
| Saison | Team | Rennwagen       | 1   | 2   | 3   | 4   | 5   | 6   | 7   |
| ------ | ---- | --------------- | --- | --- | --- | --- | --- | --- | --- |
| 1953   |      | Alfa Romeo 1900 | SEB | MIM | LEM | SPA | NÜR | RTT | CAP |
| 1953   | DNF  | Alfa Romeo 1900 |     |     |     |     |     |     |     |
| 1954   |      | Alfa Romeo 1900 | BUA | SEB | MIM | LEM | RTT | CAP |     |
| 1954   |      | Alfa Romeo 1900 | 8   |     |     |     |     |     |     |